# Origins (альбом Eluveitie)
Origins (рус. Истоки) — шестой студийный альбом швейцарской фолк-метал-группы Eluveitie. Признан лучшим в жанре фолк-метал в 2014 году по версии сайта Metal Storm. Альбом достиг первой позиции в чартах Швейцарии, благодаря ему Eluveitie дебютировали в американских чартах Billboard 200 под номером 104 и Heatseekers под номером 1.

## Критика
Несмотря на успехи в хит-парадах, альбом критикуется рецензентами за однообразие материала в сравнении с предыдущими альбомами. Причём оценки меняются от негативных до положительных. Есть даже такие заявления, как «металлеры уснут, а фолкеры разбегутся».

## Список композиций
| №   | Название                    | Длительность |
| --- | --------------------------- | ------------ |
| 1.  | «Origins (Intro)»           | 2:13         |
| 2.  | «The Nameless»              | 4:12         |
| 3.  | «From Darkness»             | 4:11         |
| 4.  | «Celtos»                    | 3:57         |
| 5.  | «Virunus»                   | 4:51         |
| 6.  | «Nothing (Intermezzo)»      | 0:57         |
| 7.  | «The Call of the Mountains» | 4:14         |
| 8.  | «Sucellos»                  | 5:05         |
| 9.  | «Inception»                 | 3:46         |
| 10. | «Vianna»                    | 3:36         |
| 11. | «The Silver Sister»         | 4:15         |
| 12. | «King»                      | 4:33         |
| 13. | «The Day of Strife»         | 3:49         |
| 14. | «Ogmios»                    | 0:29         |
| 15. | «Carry the Torch»           | 4:37         |
| 16. | «Eternity»                  | 2:34         |

## Над альбомом работали

### Участники группы
- Кристиан Гланцманн — вокал, вистлы, волынки, мандола, арфа, боуран
- Мерлин Сутте — ударные
- Иво Хенци — гитары
- Анна Мёрфи — колёсная лира, вокал
- Пэде Кистлер — вистлы, волынки
- Кай Брем — бас-гитара
- Рафаэль Зальцманн — гитары
- Николь Анспергер — народная скрипка, виолончель

### Приглашённые музыканты
- Alexander «Sandy» Morton — Male narration (tracks 1, 5, 9 & 16)
- Karen Bartke — Female narration (track 6)
- Emily Clays — Child narration (tracks 1, 2 & 14)
- Fredy Schnyder — Hammered Dulcimer (track 5)
- Kinderchor des Konservatoriums — Children choir (track 7)
- Konan Mevel — Binou Kozh, Whistles, Pybgorn
- Maria Korndörfer — Violins
- Christian Krebs — Cellos
- Christine Lauterburg — Jodel
- Fabian Hey — Gaulish rebel choir (track 13)
- Samuel Stamm — Gaulish rebel choir (track 13)
- David Horstmann — Gaulish rebel choir (track 13)
- Severin Caluori — Gaulish rebel choir (track 13)
- Sileno Püntener — Gaulish rebel choir (track 13)
- Fabian Agner — Gaulish rebel choir (track 13)
- Marc Betschart — Gaulish rebel choir (track 13)
- Farhad Ahmadi — Gaulish rebel choir (track 13)
- Raphael Knuser — Gaulish rebel choir (track 13)
- Christoph Bachmann — Children’s choir conductor

### Прочие
- Victor Smolski — Recording (Lingua mortis choir)
- Klaus Grimmer — Recording (Children’s choir)
- Sebastian Raps Reiber — Editing (additional)
- Dan Suter — Mastering
- Dr. Eckhard Deschler-Erb — Scientifical advising
- Manuel Vargas Lepiz — Photography
- Dominic Rivers — Gaulish translations and scientifical advising
- Christian Krebs — String arrangements, composition
- Chrigel Glanzmann — Cover art, Lyrics, String arrangements, composition, Choir arrangements, Recording (tin & low whistles, uillean pipes, bagipes, mandola, bardic harp, bodhran, soundscapes), Producer, Front cover, Artworks
- Tommy T. Baron — Recording (drums, bass, guitars, vocals, female vocals, violin, cello), Engineering (tin & low whistles, uillean pipes, bagipes, mandola, bardic harp, bodhran, soundscapes), Producer
- Anna Murphy — Recording (hurdy gurdy, female vocals, jodel)

## Версии на других языках
Песня «The Call of the Mountains» была выпущена также на отдельном диске вместе с версиями на французском («L'Appel des montagnes»), итальянском («Il richiamo dei monti»), романшском («Il clom dallas muntognas») и швейцарском немецком («De Ruef vo de Bärge»). Русскую версию этой песни под названием «Зов горных вершин» с исходной аранжировкой исполняла Маша «Scream» Архипова из «Арконы».